# Festival (informatica)
Festival è un software di sintesi vocale, sviluppato presso il "Centre for Speech Technology Research" dell'università di Edimburgo sotto la guida del dr. Alan Black, con contributi dalla Carnegie Mellon University (CMU).
Viene distribuito liberamente sia per scopi commerciali che personali ed è disponibile per parecchi sistemi operativi tra cui:
- Linux
- BSD
- Sun Solaris
- Apple macOS

Il software viene fornito nativamente con gli strumenti per elaborare suoni in inglese (britannico e americano) e spagnolo, ma essendo uno strumento di ricerca, è aperto alle sperimentazioni di ricercatori che vogliono produrre i suoni di altre lingue.
Un gruppo di ricerca del CNR dell'Università di Padova (IFM Development Team presso lo ISTC-SPFD CNR e lo ITC-irst), guidata da Piero Cosi, ha sviluppato una voce italiana per Festival v.1.4.3.
Esiste una versione lite di Festival, pensata per i dispositivi embedded, chiamata Flite. FLite è una libreria in linguaggio C, che riduce al minimo le funzionalità di Festival.